# Onișcani
Onișcani è un comune della Moldavia situato nel distretto di Călărași di 2.210 abitanti al censimento del 2004

## Località
Il comune è formato dall'insieme delle seguenti località (popolazione 2004):
- Onișcani (1.334 abitanti)
- Hîrbovăț (792 abitanti)
- Sverida (84 abitanti)